# قائمة بفترات الحروب التي خاضتها الولايات المتحدة
تحتوي هذه المقالة على قائمة بفترات الحروب التي ساهمت فيها القوات المسلحة الأمريكية.

## الفترات التي ساهمت بها القوات القتالية الأمريكية في الحروب
تفسر الحرب في سياق هذه القائمة على المعنى الأوسع بأنها نزاع مسلح بين القوات العسكرية الأمريكية المنظمة وقوات منظمة محاربة لها.
(الحروب المستمرة يشار إليها بالخط العريض وباللون البرتقالي.) تم العثور على المصادر في المقالات الرئيسية لكل حرب، وكذلك الطبعات المرتبطة.